# Коттон, Уильям Генри
Уильям Генри Коттон (англ. William Henry Cotton ; 1880—1958) — американский художник-портретист и иллюстратор-карикатурист.

## Биография

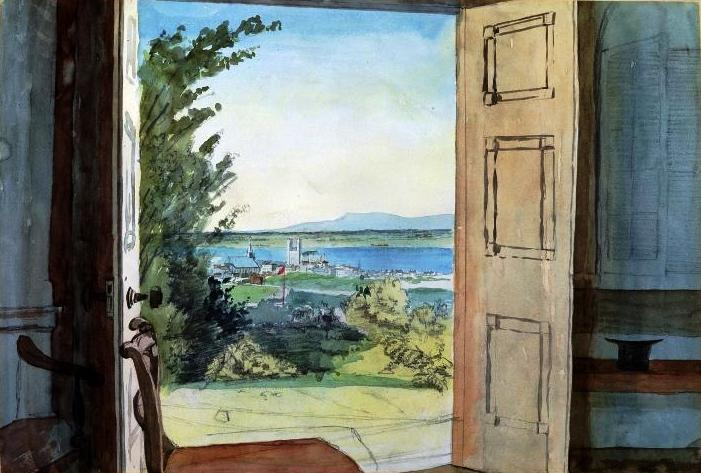
Генри Уильям Коттон. «Старый Монреаль». Акварель. 1848 год.

Родился 22 июля 1880 года в Ньюпорте, штат Род-Айленд.
Живописи учился вместе с Джозефом Де Кампом и Андреасом Андерсоном (англ. Andreas Anderson) в бостонской школе Cowles Art School, затем — в Академии Жюлиана в Париже вместе с Жан-Полем Лораном. В 1916 году он был избран в Национальную академию дизайна в качестве ассоциированного члена.
Уильям Коттон был одним из основателей ассоциации National Association of Portrait Painters и членом ньюпортской ассоциации Newport Art Association. Он выставлялся в Национальной академии дизайна в Нью-Йорке, Галерее искусств Коркоран в Вашингтоне, институте искусств Чикаго, Пенсильванской академии изящных искусств и художественном музее Сент-Луиса. Также он приглашался для экспонирования французским правительством в музее в Люксембургском саду.
После успешной карьеры в качестве художника-портретиста, в 1931 году он начал работать в качестве карикатуриста в журнале Vanity Fair и на следующий год — в журнале The New Yorker.
Умер 5 января 1958 года в своём доме города Sergeantsville, штат Нью-Джерси.